# Kleinbobritzsch

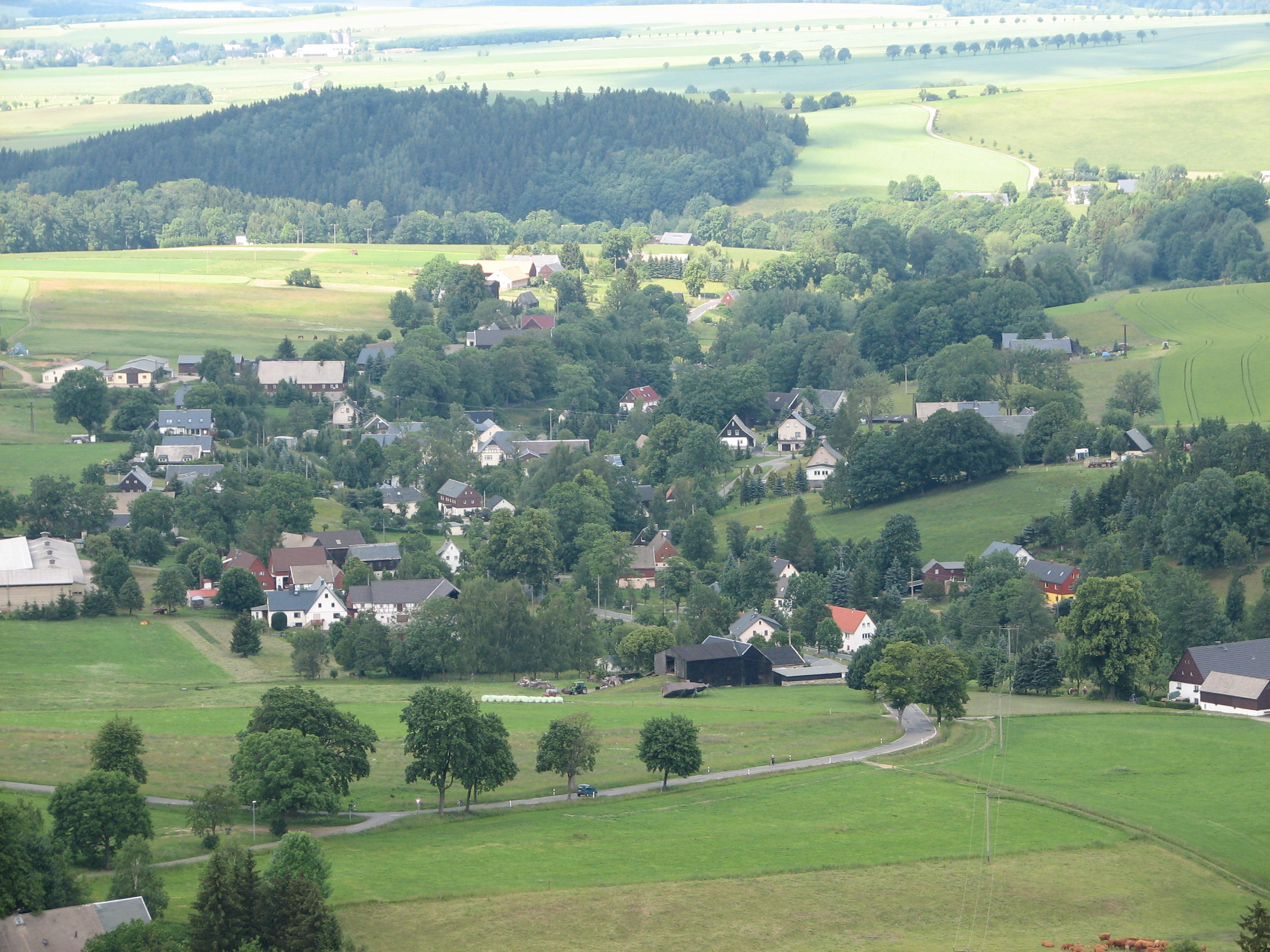
Sicht auf Kleinbobritzsch von der Burgruine Frauenstein

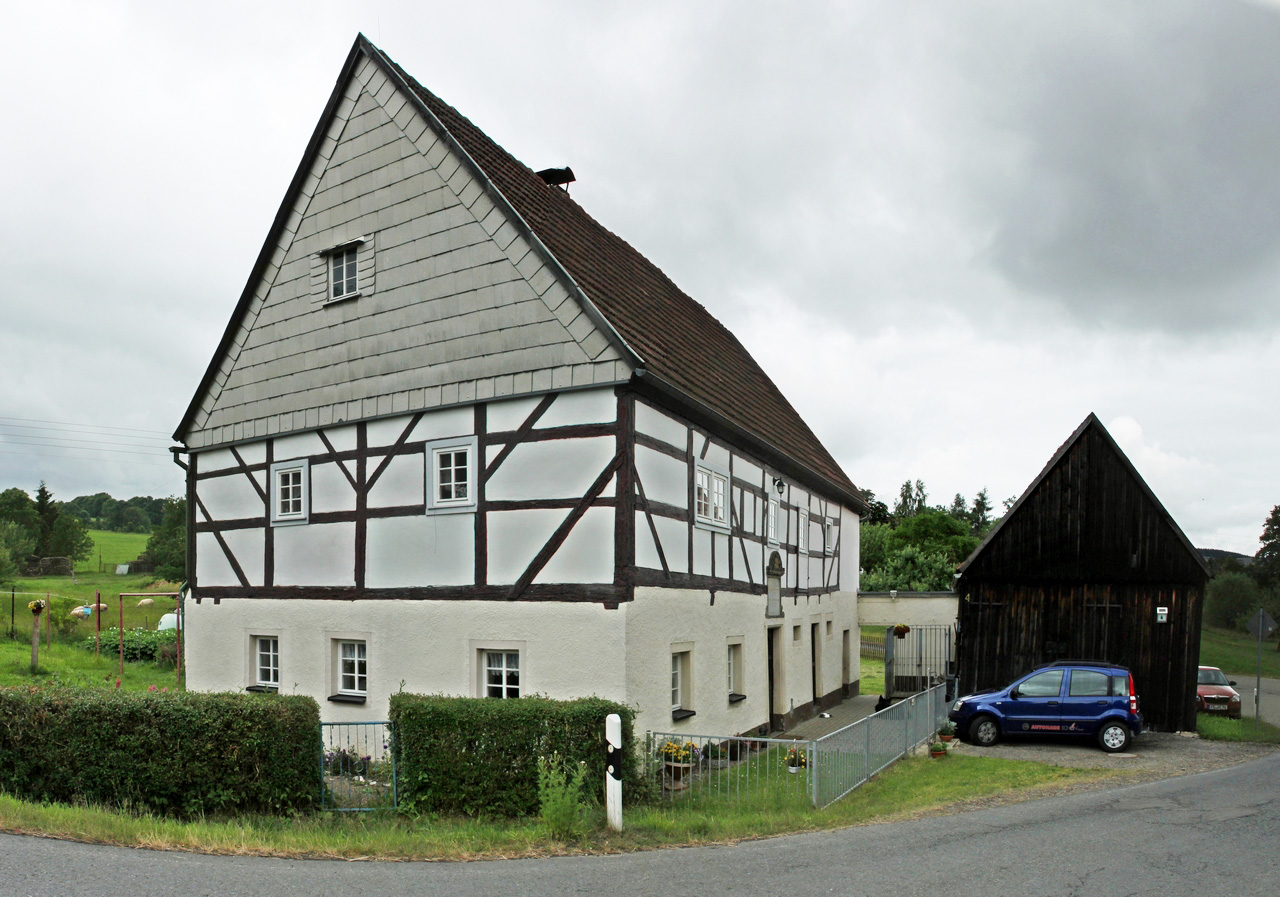
Wohnhaus der Orgelbauerfamilie Silbermann (erbaut 1680)

Kleinbobritzsch ist ein Ortsteil der sächsischen Stadt Frauenstein im Landkreis Mittelsachsen. Im Jahre 1335 ersterwähnt, gehört das Dorf seit 1974 zu Frauenstein und ist als Geburtsort des Orgelbauers Gottfried Silbermann bekannt.
Die Ortschaft liegt im Großraum Leipzig – Dresden – Chemnitz.

## Geographie
Kleinbobritzsch liegt etwa zwei Kilometer nördlich von Frauenstein im Erzgebirge auf etwa 522 m ü. NN. Auf den Kleinbobritzscher Fluren gibt es Höhenunterschiede von rund 500 bis 600 m ü. NN. Der Ort erstreckt sich über 1,5 Kilometer beiderseits der Bobritzsch, die bei Siebenlehn in die Freiberger Mulde mündet. Etwa vier Kilometer östlich von Kleinbobritzsch fließt die Wilde Weißeritz, die zur Talsperre Lehnmühle aufgestaut wird. Durch den Ort verläuft die Staatsstraße 189 Grillenburg–Frauenstein (Freitaler Straße); nördlich des Ortes zweigt von dieser die S 186 zur Bundesstraße 171 Wolkenstein–Dippoldiswalde bei Hartmannsdorf-Neubau ab. Im Süden von Kleinbobritzsch mündet zudem die aus Reichenau kommende Kreisstraße 7790 in die Freitaler Straße.
Kleinbobritzsch bildet eine eigene Gemarkung mit 4,73 km² Fläche. Ein Großteil der Gemarkungsfläche sind Äcker und Wiesen, etwa acht Prozent sind bewaldet. Im Norden und Westen grenzt die Gemarkung Hartmannsdorf an, südlich benachbart befindet sich die Gemarkung Frauenstein. Westlich begrenzt wird Kleinbobritzsch von Burkersdorf. Hartmannsdorf zählt zur Gemeinde Hartmannsdorf-Reichenau im Landkreis Sächsische Schweiz-Osterzgebirge, Burkersdorf ist wie Kleinbobritzsch Ortsteil der Stadt Frauenstein. Nahe liegende Orte, die nicht als Gemarkung an Kleinbobritzsch grenzen, sind Friedersdorf (zu Klingenberg), Neubau (zu Hartmannsdorf-Reichenau) und Dittersbach (zu Frauenstein).

## Geschichte
| Jahr          | Einwohner |
| ------------- | --------- |
| 1834          | 275       |
| 1871          | 339       |
| 1890          | 373       |
| 1910          | 332       |
| 1925          | 343       |
| 1933          | 322       |
| 1939          | 297       |
| 1946          | 397       |
| 1950          | 406       |
| 1964          | 307       |
| → Frauenstein |           |

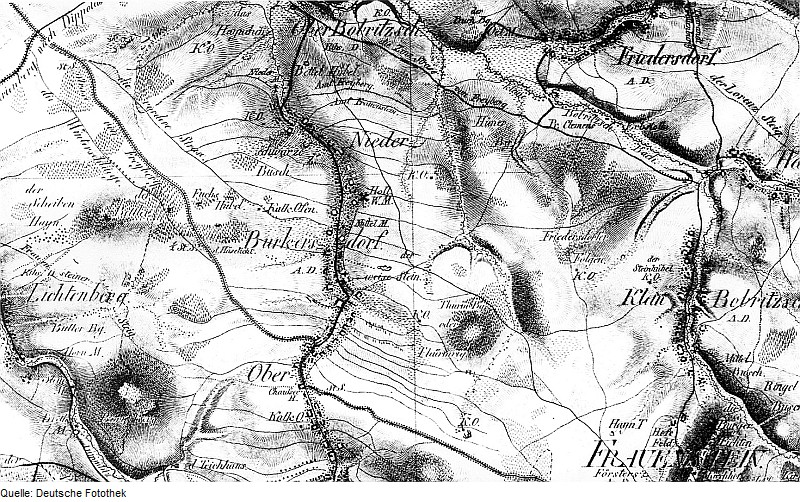
Kleinbobritzsch (rechter Bildrand) im Topographischen Atlas des Königreichs Sachsen von 1821.

Die erste urkundliche Erwähnung des Waldhufendorfes datiert von 1335 als die weninge Bobricz. Der Name entstammt den sorbischen Worten bobr (= Biber) und ritzsoh – eine Abkürzung des Wortes ritzschka – (= Bach), wonach er am durchfließenden Biberbach liegt. Später waren zudem Namen wie Dy Klein Bobertz (1501), Kleyn Boberitz (1540) und Kleynbobercher (1551) für den Ort gebräuchlich.
Verwaltet wurde das Dorf zunächst durchgängig von Frauenstein aus. Im 15. Jahrhundert war Kleinbobritzsch zur Pflege Frauenstein gehörig, in der Frühen Neuzeit oblag die Verwaltung dem Amt Frauenstein im Kurfürstentum Sachsen. Zwischen 1856 und 1875 übte das Gerichtsamt Frauenstein die Verwaltung Kleinbobritzschs aus, ab 1875 gehörte das Dorf dann zur größeren Amtshauptmannschaft Dippoldiswalde, die unter anderem aus dem Gebiet des Gerichtsamts hervorgegangen war. Bevor Kleinbobritzsch 1838 durch die Sächsische Landgemeindeordnung Eigenständigkeit als Landgemeinde erhielt, war der Ort durch das Feudalwesen geprägt. Im Jahr 1551 übte das Rittergut Frauenstein die Grundherrschaft über 20 besessene Mann und 32 Inwohner aus, die im Ort wirtschafteten. Im Jahre 1764 war Kleinbobritzsch als Amtsdorf im Besitz des sächsischen Landesherrn. Das Dorf hatte in diesem Jahr 171⁄4 Hufen zu je acht bis zehn Scheffel, die von 20 besessenen Mannen und 14 Häuslern bewirtschaftet wurden.
August Schumann nennt 1817 im Staats-, Post und Zeitungslexikon von Sachsen Kleinbobritzsch betreffend u. a: 

„Dieses Dorf, das in die Frauensteiner Stadtkirche eingepfarrt ist, war gewiß schon vor der Erbauung der Burg Frauenstein vorhanden, und hatte im Jahr 1748, außer dem Erbgerichte, 19 Begüterte und 13 Häusler, und im Jahr 1815 ein Erbgericht, 21 Begüterte, eine Schulwohnung, 18 Häusler, eine Mahl- und eine Oelmühle, 249 (im Jahr 1813 267) Consumenten, 17¼ Spann-, 17¼ Magazin- und 19 Marschhufen […]. Die hiesige Mahlmühle, welche für eine halbe Hufe angesehen wird, […] hat gegenwärtig zwei Gänge und seit dem 11. Nov. 1724 die Freiheit, Kuchen und Stollen zu backen, so wie auch mit Mehl und Grieß zu handeln. Die Oelmühle hat vier Stampfen und ein stehend Schlagwerk. […]
Im Jahr 1496 starb an einer pestartigen Krankheit die Hälfte der Einwohner […] Der Dreißigjährige Krieg verheerte dieses Dorf so, daß nach Endigung desselben nicht mehr, als drei Hufen bewohnt waren. […] Die Begüterten dieses Ortes müssen sämmtliche Feld- und Ackerdienste, wie auch Holzfuhren, für das Diakonat zu Frauenstein leisten, […]“

Von der Siedlungsform ist Kleinbobritzsch ein Waldhufendorf, das 1900 von 474 Hektar Waldhufenflur umgeben war. Wie alle Dörfer im Umland war Kleinbobritzsch landwirtschaftlich geprägt und ist es auch heute noch. Die Bevölkerungszahl war bis 1890 auf 373 angestiegen, sank aber bis 1910 wieder auf 332. Nach der Reformation waren die meisten Sachsen evangelisch-lutherischer Religion, alle 343 Menschen, die 1925 in Kleinbobritzsch lebten, waren der evangelisch-lutherischen Kirchgemeinde Frauenstein angehörig. Auch heute besteht diese Zugehörigkeit in die Frauensteiner Stadtkirche. Nach dem Zweiten Weltkrieg wurde Kleinbobritzsch Teil der Sowjetischen Besatzungszone und später der DDR. Nach Kriegsende erreichte die Gemeinde ihren Einwohnerhöchststand mit ermittelten 406 Einwohnern im Jahr 1950. Bereits 14 Jahre später war die Einwohnerzahl wieder auf knapp über 300 gesunken. In der 1952 durchgeführten DDR-Gebietsreform wurde Kleinbobritzsch als eigenständige Gemeinde dem neugebildeten Kreis Brand-Erbisdorf im Bezirk Karl-Marx-Stadt zugeordnet. Das bäuerliche Leben im Ort richtete sich allmählich nach dem Prinzip der Landwirtschaft in der DDR aus.
Die kommunale Eigenständigkeit verlor Kleinbobritzsch mit Wirkung zum 1. Mai 1974, als der Ort Frauenstein zugeschlagen wurde. Nach der Deutschen Wiedervereinigung kam Kleinbobritzsch zum wiedergegründeten Freistaat Sachsen. Die folgenden Gebietsreformen im Land ordneten Frauenstein 1994 dem Landkreis Freiberg und 2008 dem Landkreis Mittelsachsen zu.

## Söhne und Töchter des Ortes
- Andreas Silbermann (* 16. Mai 1678 in Kleinbobritzsch; † 16. März 1734 in Straßburg), Orgelbauer
- Gottfried Silbermann (* 14. Januar 1683 in Kleinbobritzsch; † 4. August 1753 in Dresden), Orgelbauer